# Return of the Mother
Return of the Mother è un album in studio da solista della cantante tedesca Nina Hagen, pubblicato nel 2000.

## Tracce
1. Return of the Mother – 4:36
2. Der Wind hat mir ein Lied erzählt – 3:50
3. Schachmatt – 5:06
4. Frequenzkontrolle – 4:55
5. Poetenclub – 5:02
6. Höllenzug – 3:21
7. Schüttel Mich – 3:52
8. Yes Sir – 4:05
9. Handgrenade – 4:32
10. He Shiva Shankara – 5:47